# چاه ولی‌محمد جنگو
چاه ولی‌محمد جنگو روستایی در دهستان پیشین بخش پیشین شهرستان راسک استان سیستان و بلوچستان ایران است.

## جمعیت
بر پایه سرشماری عمومی نفوس و مسکن در سال ۱۳۹۵ جمعیت این روستا ۳۱۲ نفر (۵۷خانوار) بوده‌است.